# Epipactis × schmalhausenii
Epipactis × schmalhausenii là một loài thực vật có hoa trong họ Lan. Loài này được K.Richt. mô tả khoa học đầu tiên năm 1890.